# Elizabeth Savalla
Elizabeth Savalla Casquel (n. 23 noiembrie 1954, São Paulo, São Paulo, Brazilia) este o actriță braziliană.
La televiziune, ea a jucat o varietate de personaje, de la fete romantice și contemporane până la răufăcători și seducători. Unul dintre cele mai amintite personaje este suferința și rebeliunea Malvina din Gabriela. Elizabeth este, de asemenea, o prezență ștampilată în complotul romancierului Walcyr Carrasco, de care este foarte prietenos, cu el întotdeauna interpretează diferite tipuri, dar cu același conținut de benzi desenate.

## Biografie
Elizabeth Savalla a studiat la Liceul Eduardo Prado când actrita Lourdes de Moraes la nominalizat la Scoala de Arte Dramatice din São Paulo. 

## Viața personală
A fost căsătorit la vârsta de 19 ani cu actorul Marcelo Picchi, iar această relație, care a durat 11 ani, are patru copii: Thiago Picchi, Diogo și gemenii Ciro și Tadeu. Primele două sunt, de asemenea, actori. În anul 1978, a fost aleasă de Fantastic una dintre cele mai frumoase femei din țară, deși este cunoscută prin micul său vanitate. Ea sa căsătorit din 1986 cu arhitectul și producătorul de teatru Camilo Átila.

## Filmografie

### Televiziune
- 1972 - A Casa Fechada

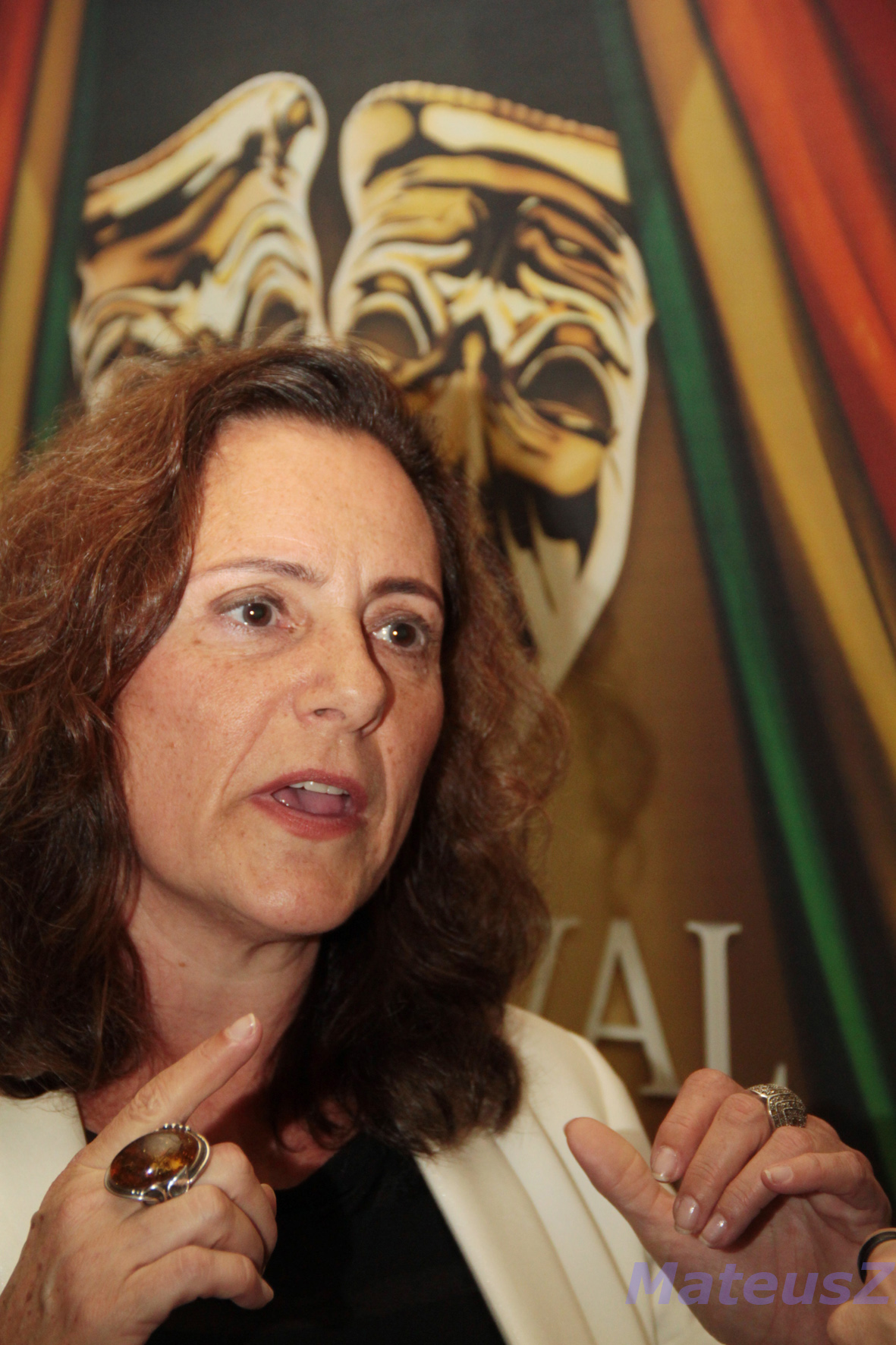
Elizabeth Savalla, 2010

- 1975 - Gabriela .... Malvina Tavares[5]
- 1975 - O Grito .... Pilar
- 1976 - Estúpido Cupido .... Sora Angélica
- 1977 - O Astro .... Lilian Corrêa (Lili)
- 1979 - Pai Herói .... Carina Limeira Brandão
- 1980 - Plumas e Paetês .... Marcela / Roseli
- 1982 - O Homem Proibido .... Sônia Rodrigues
- 1983 - Pão Pão, Beijo Beijo .... Bruna Cantarelli
- 1984 - Partido Alto .... Isadora Amoedo
- 1985 - De Quina pra Lua .... Maria Moreno Cagliosto (Mariazinha)
- 1986 - Hipertensão .... Renata
- 1991 - Meu Marido .... Maria
- 1993 - Sex Appeal .... Margarida Sousa Borges
- 1993 - Você Decide (episod: "Ser ou Não Ser")
- 1994 - Quatro por Quatro .... Auxiliadora Fontes (Condessa Carmem Almodóvar / Maria do Socorro)
- 1996 - Quem É Você? .... Maria Luísa Maldonado Marcondes Aguiar
- 1997 - A Justiceira .... Ângela (episod: "Mesmo Que Seja Eu")
- 1998 - Você Decide .... Júlia (episod: "Vida")
- 1999 - Você Decide .... Maria (episod: "A Filha de Maria")
- 2000 - Você Decide (episod: "Oscar Matriz e Filial")
- 2000 - Brava Gente .... Clemência (episod: "O Casamento Enganoso")
- 2001 - A Padroeira .... Imaculada de Avelar
- 2002 - Sítio do Picapau Amarelo .... vrăjitoare Morgana (episoade: "A Convenção das Bruxas" / "Bruxa Mãe...Bruxa Filha")
- 2003 - Ciocolată cu piper .... Jezebel do Canto e Melo
- 2005 - Alma Gêmea .... Agnes Ávilla Blanco
- 2007 - Șapte păcate .... Rebeca Ferraz
- 2009 - Caras & Bocas .... Maria do Socorro Batista da Silva (Socorro)
- 2011 - Morde & Assopra .... Minerva Alves Junqueira
- 2013 - Dragoste de viață .... Márcia do Espírito Santo[6]
- 2014 - Alto Astral .... Cristina Pereira Romantini (Tina)[7][8]
- 2016 - Êta Mundo Bom! .... Cunegundes Pereira Torres (Dona Boca de Fogo)
- 2017 - Pega Pega .... Arlete Mendes da Silva
- 2018 - O Sétimo Guardião .... Minervina[9][10]

### Film
- 1982 - Pra Frente Brasil .... Mariana
- 2013 - Julgamento no Mundo Espiritual[11]